# Li Čchun-fang
Li Čchun-fang (čínsky pchin-jinem Lǐ Chūnfāng, znaky 李春芳, 1511–1585) byl čínský politik v říši Ming. Za vlády císaře Ťia-ťinga v druhé třetině 16. století zaujímal vysoké postavení v těsné blízkosti císaře, v letech 1563–1565 vykonával funkci ministra obřadů, poté velkého sekretáře, přičemž v letech 1568–1571 stál v čele velkého sekretariátu.

## Jména
Li Čchun-fang používal zdvořilostní jméno C’-š’ (čínsky pchin-jinem Zǐshí, znaky zjednodušené 子实, tradiční 子實) a literární pseudonym Š’-lu (čínsky pchin-jinem Shílù, znaky 石麓). Za zásluhy o stát obdržel posmrtné jméno Wen-ting (čínsky pchin-jinem Wéndìng, znaky 文定).

## Život
Li Čchun-fang se narodil roku 1511 v okrese Sing-chua v prefektuře Tchaj-čou v jižní metropolitní oblasti (dnes v provincii Ťiang-su). Pocházel z nepříliš majetné statkářské rodiny. Vzdělával se v konfuciánském učení, přičemž ho ovlivnili postupně Wang Ken, Lin Čchun, Čan Žuo-šuej a Ou-jang Te. Postupně absolvoval úřednické zkoušky, roku 1531 složil provinční zkoušky a roku 1547 i zkoušky metropolitní a palácové a získal hodnost ťin-š’. V palácových zkouškách dosáhl vynikajícího úspěchu, když byl hodnocen na prvním místě. Poté nastoupil úřednickou kariéru. Osobně byl pomalu mluvící, málo razantní, vždy zdvořilý a ústupný, nikdy panovačný.
Působil v akademii Chan-lin, od poloviny 50. let získal přízeň císaře Ťia-ťinga svou dovedností v psaní taoistických modliteb. Nějakou dobu vyučoval palácové eunuchy, později zastával úřad mladšího dvorského ministra císařských obětí, pak náměstka ministra obřadů. Roku 1563 byl povýšen  na ministra obřadů. V květnu 1565 opět postoupil, a sice do úřadu velkého sekretáře. Po rezignaci prvního velkého sekretáře Sü Ťieho roku 1568 převzal jeho místo jako služebně nejstarší ze zbylých sekretářů (v sekretariátu byli v tu dobu ještě Čchen I-čchin a Čang Ťü-čeng, oba jmenovaní roku 1567). Roku 1571 na úřad rezignoval a do čela sekretariátu se tak dostal Kao Kung (velký sekretář v letech 1566–1567 a 1570–1572).